# Prix Interallié
De Prix Interallié  is een Franse literatuurprijs, die in 1930 werd ingesteld door een dertigtal persmensen, ter bekroning van een roman, geschreven door een journalist. De prijs wordt jaarlijks uitgereikt in de maand november.

## Prijswinnaars
- 2021 Mathieu Palain, Ne t'arrête pas de courir (L'Iconoplaste)
- 2020: Irène Frain, Un crime sans importance (Le Seuil)
- 2019: Karine Tuil, Les Choses humaines (Gallimard)
- 2018: Thomas B. Reverdy, L'Hiver du mécontentement (Flammarion)
- 2017: Jean-René Van der Plaetsen, La Nostalgie de l'honneur (Grasset)
- 2016: Serge Joncour, Repose-toi sur moi (Flammarion)
- 2015: Laurent Binet, La septième fonction du langage (Grasset)
- 2014: Mathias Menegoz, Karpathia (Gallimard)
- 2013: Nelly Alard, Moment d'un couple (Gallimard)
- 2012: Philippe Djian, "Oh..." (Gallimard)
- 2011: Morgan Sportès, Tout, tout de suite (Fayard)
- 2010: Jean-Michel Olivier, L'amour nègre (Éditions de Fallois)
- 2009: Yannick Haenel, Jan Karski (Gallimard)
- 2008: Serge Bramly, Le Premier Principe, le second principe (Lattès)
- 2007: Christophe Ono-dit-Biot, Birmane (Plon)
- 2006: Michel Schneider, Marilyn, dernières séances (Grasset)
- 2005: Michel Houellebecq, La possibilité d'une île (Fayard)
- 2004: Florian Zeller, La fascination du pire (Flammarion)
- 2003: Frédéric Beigbeder, Windows on the World (Grasset)
- 2002: Gonzague Saint-Bris, Les vieillards de Brighton (Grasset)
- 2001: Stéphane Denis, Sisters (Fayard)
- 2000: Patrick Poivre d'Arvor, L'irrésolu
- 1999: Jean-Christophe Rufin, Les causes perdues (Gallimard)
- 1998: Gilles Martin-Chauffier, les Corrompus (Grasset)
- 1997: Éric Neuhoff, la Petite Française (Albin Michel)
- 1996: Eduardo Manet, Rhapsodie cubaine (Grasset)
- 1995: Franz-Olivier Giesbert, la Souille  (Grasset)
- 1994: Marc Trillard, Eldorado 51 (La Vraie France et Phébus)
- 1993: Jean-Pierre Dufreigne, le Dernier Amour d'Aramis ou les Vrais Mémoires du chevalier René d'Herblay (Grasset)
- 1992: Dominique Bona, Malika (Mercure de France)
- 1991: Sébastien Japrisot, Un long dimanche de fiançailles (Denoël)
- 1990: Bruno Bayon, les Animals (Grasset)
- 1989: Alain Gerber, le Verger du diable (Grasset)
- 1988: Bernard-Henri Lévy, les Derniers Jours de Charles Baudelaire (Grasset)
- 1987: Raoul Mille, les Amants du paradis (Grasset)
- 1986: Philippe Labro, l'Étudiant étranger (Gallimard)
- 1985: Serge Lentz, Vladimir Roubaïev (Laffont)
- 1984: Michèle Perrein, les Cotonniers de Bassalane (Grasset)
- 1983: Jacques Duquesne, Maria Vandamme (Grasset)
- 1982: Éric Ollivier, l'Orphelin de mer... ou les Mémoires de monsieur Non (Denoël)
- 1979: François Cavanna, les Russkoffs (Belfond)
- 1980: Christine Arnothy, Toutes les chances plus une (Grasset)
- 1981: Louis Nucera, le Chemin de la Lanterne (Grasset)
- 1978: Jean-Didier Wolfromm, Diane Lanster (Grasset)
- 1977: Jean-Marie Rouart, les Feux du pouvoir (Grasset)
- 1976: Raphaëlle Billetdoux, Prends garde à la douceur des choses (Le Seuil)
- 1975: Voldemar Lestienne, l'Amant de poche (Grasset)
- 1974: René Mauriès, le Cap de la Gitane (Fayard)
- 1973: Lucien Bodard, Monsieur le Consul (Grasset)
- 1972: Georges Walter, Des vols de Vanessa (Grasset)
- 1971: Pierre Rouanet, Castell (Grasset)
- 1970: Michel Déon, les Poneys sauvages (Gallimard)
- 1969: Pierre Schoendoerffer, l'Adieu au roi (Grasset)
- 1968: Christine de Rivoyre, le Petit Matin (Grasset)
- 1967: Yvonne Baby, Oui, l'espoir (Grasset)
- 1966: Kléber Haedens, L'été finit sous les tilleuls (Grasset)
- 1965: Alain Bosquet, la Confession mexicaine (Grasset)
- 1964: René Fallet, Paris au mois d'août (Denoël)
- 1963: Renée Massip, la Bête quaternaire (Gallimard)
- 1962: Henri-François Rey, les Pianos mécaniques (Robert Laffont)
- 1961: Jean Ferniot, l'Ombre portée (Gallimard)
- 1960: Jean Portelle, Janitzia ou la Dernière qui aima d'amour (Denoël)
- 1960: Henry Muller, Clem (La Table ronde)
- 1959: Antoine Blondin, Un singe en hiver (La Table ronde)
- 1958: Bertrand Poirot-Delpech, le Grand Dadais (Denoël)
- 1957: Paul Guimard, Rue du Havre (Denoël)
- 1956: Armand Lanoux, le Commandant Watrin (Julliard)
- 1955: Félicien Marceau, les Élans du cœur (Gallimard)
- 1954: Maurice Boissais, le Goût du péché (Julliard)
- 1953: Louis Chauvet, Air sur la quatrième corde (Flammarion)
- 1952: Jean Dutourd, Au bon beurre (Gallimard)
- 1951: Jacques Perret, Bande à part (Gallimard)
- 1950: Georges Auclair, Un amour allemand (Gallimard)
- 1949: Gilbert Sigaux, les Chiens enragés (Julliard)
- 1948: Henry Castillou, Cortiz s'est révolté (Fayard)
- 1947: Pierre Daninos, les Carnets du Bon Dieu (La Jeune Parque)
- 1946: Jacques Nels, Poussière du temps (Le Bateau ivre)
- 1945: Roger Vailland, Drôle de jeu (Corréa)
- geen uitreikingen tussen 1940 en 1944
- 1939: Roger de Lafforest, les Figurants de la mort (Grasset)
- 1938: Paul Nizan, la Conspiration (Gallimard)
- 1937: Romain Roussel, la Vallée sans printemps (Plon)
- 1936: René Laporte, Chasses de novembre (Denoël)
- 1935: Jacques Debu-Bridel, Jeunes Ménages (Gallimard)
- 1934: Marc Bernard, Annie (Gallimard)
- 1933: Robert Bourget-Pailleron, l'Homme du Brésil (Gallimard)
- 1932: Simone Ratel, la Maison des Bories (Plon)
- 1931: Pierre Bost, le Scandale (Gallimard)
- 1930: André Malraux, la Voie royale (Grasset)